# Androcharta diversipennis
Androcharta diversipennis là một loài bướm đêm thuộc phân họ Arctiinae, họ Erebidae.